# Fausto Coppi
Angelo Fausto Coppi, född 15 september 1919 i Castellania, död 2 januari 1960 i Tortona, var en italiensk professionell tävlingscyklist. Han är en av de största cyklisterna genom tiderna. Trots att Coppi inte kunde tävla under den större delen av Andra världskriget vann han ändå Tour de France två gånger, Giro d’Italia fem gånger och världsmästerskapen en gång. 
Fausto Coppi innehar rekordet i antal segrar i Lombardiet runt, en tävling som han vann fem gånger under sin karriär.
Coppi vann Giro d'Italia fem gånger, 1940, 1947, 1949, 1952 och 1953, samt Tour de France två gånger: 1949 och 1952. Coppi vann också när man för första gången körde upp för l'Alpe d'Huez. Coppi hade oturen att vara som bäst under Andra världskriget.
Coppi dog olyckligt i malaria 40 år gammal efter att ha blivit feldiagnostiserad efter en vistelse i Övre Volta.
För att hylla Fausto Coppi har man bestämt att den högsta punkten på varje års Giro d'Italia ska kallas Cima Coppi.
Coppi medgav 1949 att han använt amfetamin under tävling.

## Meriter
1939
2:a i Coppa Bernocchi
3:a i Giro dell'Appennino
3:a i Giro del Piemonte
1940
Vinnare  totalt av Giro d'Italia
Vinnare av etapp 11
Vinnare av  Italienska mästerskapen i individuellt förföljelselopp
3:a i Giro del Lazio
3:a i Tre Valli Varesine
9:a i Giro dell'Emilia
1941
Vinnare av  Italienska mästerskapen i individuellt förföljelselopp
Vinnare av Giro di Toscana
Vinnare av Giro dell'Emilia
Vinnare av Giro del Veneto
Vinnare av Tre Valli Varesine
4:a i Giro del Lazio
5:a i Giro di Lombardia
10:a i Milano-Sanremo
10:a i Coppa Bernocchi
1942
Vinnare av  Italienska mästerskapen i linjelopp
Vinnare av  Italienska mästerskapen i individuellt förföljelselopp
Nytt timrekord: 45,798 km
4:a i Giro del Lazio
5:a i Giro di Toscana
5:a i Giro dell'Emilia
7:a i Giro di Lombardia
1945
5:a i Milano-Turin
3:a  i individuellt förföljelselopp vid Italienska mästerskapen
1946
Vinnare av Milano-Sanremo
Vinnare av Giro di Lombardia
Vinnare av Grand Prix des Nations
Vinnare av Giro della Romagna
2:a totalt i Giro d'Italia
Vinnare av etapperna 4, 13 och 14
2:a i bergspristävlingen
2:a i Giro del Lazio
2:a i Züri Metzgete
2:a  i individuellt förföljelselopp vid Italienska mästerskapen
1947
Vinnare  totalt av Giro d'Italia
Vinnare av etapperna 4, 8 och 16
2:a i bergspristävlingen
Vinnare av Giro di Lombardia
Vinnare av Grand Prix des Nations
Vinnare av  Italienska mästerskapen i linjelopp
Vinnare av  Italienska mästerskapen i individuellt förföljelselopp
Vinnare av Giro dell'Emilia
Vinnare av Giro della Romagna
Vinnare av Giro del Veneto
Vinnare av  individuellt förföljelselopp vid Världsmästerskapen i bancykling
5:a totalt i Tour de Suisse
Vinnare av etapp 5b
1948
Giro d'Italia
Vinnare  av bergspristävlingen
Vinnare av etapperna 16 och 17
Vinnare av Milano-Sanremo
Vinnare av Giro dell'Emilia
Vinnare av Tre Valli Varesine
Vinnare av Giro di Lombardia
Vinnare av  Italienska mästerskapen i individuellt förföljelselopp
2:a i Omloop Het Volk
2:a i  individuellt förföljelselopp vid Världsmästerskapen i bancykling
5:a i Giro di Toscana
10:a i Challenge Desgrange-Colombo
1949
Vinnare  totalt av Giro d'Italia
Vinnare  av bergspristävlingen
Vinnare av etapperna 4, 11 och 17
Vinnare  totalt av Tour de France
Vinnare  av bergspristävlingen
Vinnare av etapperna 7, 17 och 20
Vinnare av Milano-Sanremo
Vinnare av Giro di Lombardia
Vinnare av Challenge Desgrange-Colombo
Vinnare av  Italienska mästerskapen i linjelopp
Vinnare av Giro della Romagna
Vinnare av Giro del Veneto
Vinnare av  individuellt förföljelselopp vid Världsmästerskapen i bancykling
2:a i Critérium des As
2:a i Giro del Piemonte
2:a  i individuellt förföljelselopp vid Italienska mästerskapen
3:a i La Flèche Wallonne
3:a  i linjeloppet vid Världsmästerskapen i landsvägscykling
1950
Vinnare av Paris-Roubaix
Vinnare av La Flèche Wallonne
Vinnare av Giro della Provincia di Reggio Calabria
2:a i Trofeo Baracchi (med Serse Coppi)
3:a i Giro di Lombardia
4:a i Challenge Desgrange-Colombo
5:a i Giro del Piemonte
9:a i Milano-Sanremo
1951
Vinnare av Gran Premio di Lugano
3:a i Giro di Lombardia
4:a totalt i Giro d'Italia
Vinnare av etapperna 6 och 18
2:a i bergspristävlingen
4:a i Critérium des As
4:a i Trofeo Baracchi (med Wim van Est)
7:a i Challenge Desgrange-Colombo
10:a totalt i Tour de France
Vinnare av etapp 20
3:a i bergspristävlingen
1952
Vinnare  totalt av Giro d'Italia
Vinnare av etapperna 5, 11 och 14
2:a i bergspristävlingen
Vinnare  totalt av Tour de France
Vinnare  av bergspristävlingen
Vinnare av etapperna 7, 10, 11, 18 och 21
Vinnare av Gran Premio di Lugano
2:a i Paris-Roubaix
2:a i Challenge Desgrange-Colombo
3:a i Giro dell'Emilia
3:a i Trofeo Baracchi (med Michele Gismondi)
4:a totalt i Tour de Romandie
1953
Vinnare  totalt av Giro d'Italia
Vinnare av etapperna 4, 11 (TTT), 19 och 20
2:a i bergspristävlingen
Vinnare av Trofeo Baracchi (med Riccardo Filippi)
Vinnare  av linjeloppet vid Världsmästerskapen i landsvägscykling
9:a i Milano-Sanremo
1954
Vinnare av Giro di Lombardia
Vinnare av Coppa Bernocchi
Vinnare av Giro di Campania
Vinnare av Trofeo Baracchi (med Riccardo Filippi)
4:a totalt i Giro d'Italia
Vinnare  av bergspristävlingen
Vinnare av etapp 20
4:a i Milano-Sanremo
5:a totalt i Tour de Suisse
Vinnare av etapperna 2 och 4
6:a i linjeloppet vid Världsmästerskapen i landsvägscykling
1955
Vinnare av Giro dell'Appennino
Vinnare av Tre Valli Varesine vilket även gällde som
 Italienska mästerskapen i linjelopp
Vinnare av Trofeo Baracchi (med Riccardo Filippi)
Vinnare av Giro di Campania
2:a totalt i Giro d'Italia
Vinnare av etapp 20
2:a i Paris-Roubaix
3:a totalt i Rom-Neapel-Rom
Vinnare av etapp 5
4:a i Milano-Turin
5:a i Giro della Provincia di Reggio Calabria
1956
Vinnare av Gran Premio di Lugano
2:a i Trofeo Baracchi (med Riccardo Filippi)
2:a i Coppa Bernocchi
2:a i Giro di Lombardia
9:a i Milano-Vignola
1957
Vinnare av Trofeo Baracchi (med Ercole Baldini)
1958
7:a i Tre Valli Varesine
9:a i Giro del Piemonte
1959
5:a i Trofeo Baracchi (med Louison Bobet)

### Placeringar i större etapplopp
| Grand Tours      | Grand Tours | Grand Tours | Grand Tours | Grand Tours | Grand Tours | Grand Tours | Grand Tours | Grand Tours | Grand Tours | Grand Tours | Grand Tours | Grand Tours | Grand Tours | Grand Tours | Grand Tours | Grand Tours |
| Grand Tour       | 1940        | 1941        | 1942        | 1946        | 1947        | 1948        | 1949        | 1950        | 1951        | 1952        | 1953        | 1954        | 1955        | 1956        | 1958        | 1959        |
| ---------------- | ----------- | ----------- | ----------- | ----------- | ----------- | ----------- | ----------- | ----------- | ----------- | ----------- | ----------- | ----------- | ----------- | ----------- | ----------- | ----------- |
| Giro d'Italia    | 1           | —           | —           | 2           | 1           | DNFB        | 1B          | DNF         | 3           | 1           | 1           | 4B          | 2           | DNF         | 32          | —           |
| Tour de France   | —           | —           | —           | —           | —           | —           | 1B          | —           | 10          | 1B          | —           | —           | —           | —           | —           | —           |
| Vuelta a España  | —           | —           | —           | —           | —           | —           | —           | —           | —           | —           | —           | —           | —           | —           | —           | DNF         |
| Övriga           |             |             |             |             |             |             |             |             |             |             |             |             |             |             |             |             |
|                  | 1940        | 1941        | 1942        | 1946        | 1947        | 1948        | 1949        | 1950        | 1951        | 1952        | 1953        | 1954        | 1955        | 1956        | 1958        | 1959        |
| Tour de Suisse   | —           | —           | —           | —           | 5           | —           | —           | —           | —           | —           | —           | 5B          | —           | —           | —           | —           |
| Tour de Romandie | —           | —           | —           | —           | —           | —           | —           | —           | —           | 4           | —           | —           | —           | —           | —           | —           |

DNF=fullföjlde ej, B=vinnare av bergspristävlingen

### Placeringar i större endagslopp
| Monumenten                            | Monumenten | Monumenten | Monumenten | Monumenten | Monumenten | Monumenten | Monumenten | Monumenten | Monumenten | Monumenten | Monumenten | Monumenten | Monumenten | Monumenten | Monumenten | Monumenten |
|                                       | 1940       | 1941       | 1942       | 1946       | 1947       | 1948       | 1949       | 1950       | 1951       | 1952       | 1953       | 1954       | 1955       | 1956       | 1958       | 1959       |
| ------------------------------------- | ---------- | ---------- | ---------- | ---------- | ---------- | ---------- | ---------- | ---------- | ---------- | ---------- | ---------- | ---------- | ---------- | ---------- | ---------- | ---------- |
| Milano-Sanremo                        | 10         | 10         | 21         | 1          | —          | 1          | 1          | 9          | —          | 37         | 9          | 4          | 63         | —          | —          | —          |
| Paris-Roubaix                         | —          | —          | —          | —          | —          | —          | 12         | 1          | —          | 2          | —          | —          | 2          | —          | —          | 44         |
| Lombardiet runt                       | 16         | 5          | 7          | 1          | 1          | 1          | 1          | 3          | 3          | 35         | —          | 1          | 11         | 2          | —          | —          |
| Övriga                                |            |            |            |            |            |            |            |            |            |            |            |            |            |            |            |            |
|                                       | 1940       | 1941       | 1942       | 1946       | 1947       | 1948       | 1949       | 1950       | 1951       | 1952       | 1953       | 1954       | 1955       | 1956       | 1958       | 1959       |
| Vallonska pilen                       | —          | —          | —          | —          | —          | —          | 3          | 1          | —          | —          | —          | —          | —          | —          | —          | —          |
| Omloop Het Volk                       | —          | —          | —          | —          | —          | 2          | —          | —          | —          | —          | —          | —          | —          | —          | —          | —          |
| Världsmästerskapen i landsvägscykling |            |            |            |            |            |            |            |            |            |            |            |            |            |            |            |            |
|                                       | 1940       | 1941       | 1942       | 1946       | 1947       | 1948       | 1949       | 1950       | 1951       | 1952       | 1953       | 1954       | 1955       | 1956       | 1958       | 1959       |
| Linjelopp                             | —          | —          | —          | —          | —          | —          | 3          | —          | —          | —          | 1          | 6          | —          | 15         | 18         | —          |

## Galleri

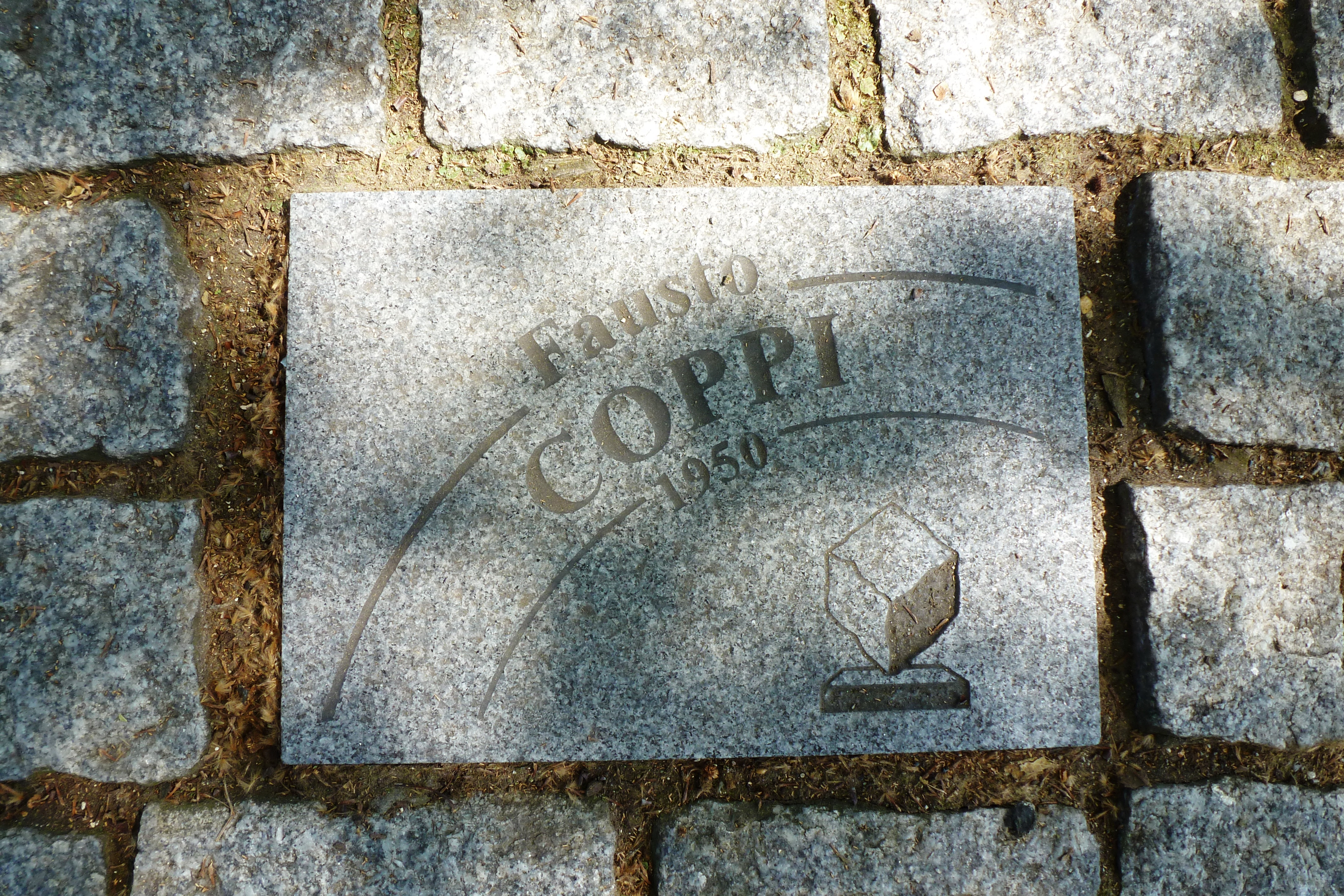
Gatsten på Allée Charles Crupelandt i Roubaix som visar på Fausto Coppis seger i Paris–Roubaix 1950.
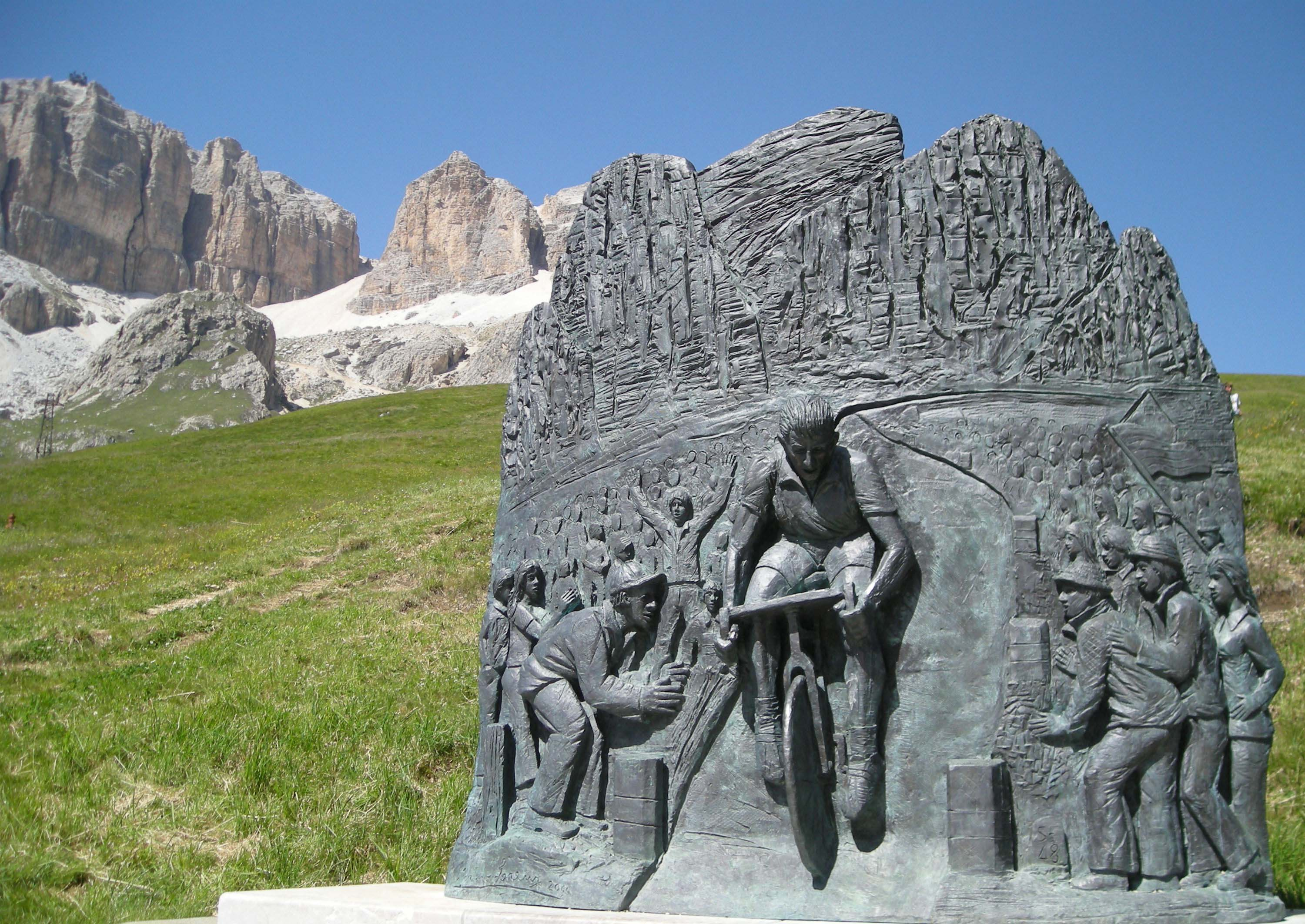
Minnesmärke av Fausto Coppi uppe på Passo Pordoi, Italien.